# ナンバンサイカチ
ナンバンサイカチ（南蛮皀莢、学名: Cassia fistula、英: Golden shower）は、インド（アッサム州、ヒマラヤ地域を含む）、スリランカ、バングラデシュ、ミャンマーが原産のマメ科の落葉樹で、黄色い5弁の花を付ける。満開の時期には、まるで黄色いシャワーを浴びているようなところから、ゴールデン・シャワーまたはゴールデンシャワー・ツリーの別名を持つ。果実は薬用とされ、樹皮からはタンニンが採取される。日本では沖縄、 奄美群島 、小笠原諸島以外では開花しない。タイの国花。
リンネの『植物の種』（1753年）で記載された植物の一つである。

## 概要
モンスーン地帯に生え、樹上は約10-20メートルほどになる。樹皮は、黒色で平滑。葉は、偶数羽状複葉で卵形から卵状長楕円形の小葉は、4-8対で、葉腋から大きな総状花序が鮮やかな黄色で下垂し、芳香を持つ。熱帯アジアに多く見られる。日本には1930年代に沖縄に渡来。沖縄では6月の終わり頃に咲き、夏の訪れを告げる花とされる。

## 画像
ナンバンサイカチの生育（沖縄県石垣島）
- 樹姿
- 下垂する総状花序
- 花